# 5120 Bitias
5120 Bitias (1988 TZ1) là một thiên thể Troia của Sao Mộc, trong nhóm Troia, được phát hiện ngày 13 tháng 10 năm 1988 bởi Shoemaker, C. S. ở Palomar.